# Список українських радіостанцій
У цьому списку перелічені радіостанції, які мовлять на території України.

## Ефірне мовлення

### Загальнонаціональні FM-радіостанції
| Назва                       | Логотип | Музичний формат                                                                                           | Запуск                                     | Потоки                    | Власник                                          | Мова                                                                                | Сайт                               | Свідомості                                       |
| --------------------------- | ------- | --- | ------------------------------------------ | ------------------------- | ------------------------------------------------ | ----------------------------------------------------------------------------------- | ---------------------------------- | ------------------------------------------------ |
| Best FM                     |         | CHR, AC                                                                                                   | 1 вересня 2009                             | слухати                   | Перша Українська Радіогрупа Business Radio Group | Україна                                                                             | bestfm.ua                          |                                                  |
| DJFM                        |         | Hot AC, EDM                                                                                               | 19 вересня 2008                            | DJFM, DJFM Dance          | Business Radio Group                             | Україна                                                                             | djfm.ua                            | Колишнє «Радіо Ренесанс»                         |
| Europa Plus                 |         | AC |                                            | 128 kb/s                  |                                                  | Україна                                                                             | europaplus.kiev.ua                 |                                                  |
| Radio Jazz                  |         | Jazz | 16 травня 2019                             | 320 kb/s                  | ТАВР Медіа                                       | Україна                                                                             | radiojazz.ua                       |                                                  |
| Classic Radio               |         | Classic                                                                                                   | 1 січня 2022                               | 320 kb/s                  | ТАВР Медіа                                       | Україна                                                                             | classicradio.ua                    |                                                  |
| Kiss FM                     |         | EDM | 25 жовтня 2002                             | 128 kb/s                  | ТАВР Медіа                                       | Україна                                                                             | kissfm.ua                          |                                                  |
| Lounge FM                   |         | Chillout                                                                                                  | 18 січня 2013                              | 320 kb/s                  | Медіахолдинг «Evolution»                         | Україна                                                                             | loungefm.com.ua                    |                                                  |
| Magic Radio                 |         | Classic rock, Pop                                                                                         | 16 листопада 2024                          | 320 kb/s                  | Business Radio Group                             | Україна                                                                             | magic.ua                           |                                                  |
| Radio Nostalgie             |         | Українська та світова естрада                                                                             | 1 травня 2000                              | слухати                   | ТРК «Люкс»                                       | Україна                                                                             | nostalgie.kiev.ua                  |                                                  |
| NRJ                         |         | Hot AC, EDM                                                                                               | 27 квітня 2006 2 квітня 2016 (перезапуск)  | 320 kb/s                  | Медіахолдинг «Evolution»                         | Україна                                                                             | nrj.ua                             | Колишня «Europa Plus Ukraine»                    |
| Power FM                    |         | CHR/Top 40                                                                                                | 22 березня 2002 10 липня 2017 (перезапуск) | 320 kb/s                  | Business Radio Group                             | Україна                                                                             | powerfm.ua                         | Колишні «Улюблене радіо», «Радіо Шарманка»       |
| Radio Ukraine International |         | Розмовна                                                                                                  | 1950                                       | 192 kb/s                  | НСТУ                                             | Англія · Німеччина · Польща · Румунія · Болгарія · Угорщина · Словаччина · Білорусь | ukr.radio/RUI                      | Всесвітня служба Українського радіо              |
| Radio Relax                 |         | Soft AC                                                                                                   | 20 січня 2013                              | 128 kb/s                  | ТАВР Медіа                                       | Україна                                                                             | radiorelax.ua                      | Колишнє «MusicРадіо»                             |
| Radio ROKS                  |         | Рок-музика 70-90 років та сучасні композиції у стилі року і поп-року                                      | 24 березня 1992                            | 128 kb/s                  | ТАВР Медіа                                       | Україна                                                                             | radioroks.ua                       |                                                  |
| Авторадіо                   |         | AC | 23 квітня 2004                             | 320 kb/s                  | Денис Козлітін Медіахолдинг «Evolution»          | Україна                                                                             | avtoradio.ua                       |                                                  |
| Армія FM                    |         | Rock, Pop                                                                                                 | 1 березня 2016                             | 256 kb/s                  | Міністерство оборони України                     | Україна                                                                             | armyfm.com.ua                      |                                                  |
| Бізнес Радіо                |         | Classic rock, Pop                                                                                         | 1 жовтня 2008 11 лютого 2025 (перезапуск)  | 256 kb/s                  | Business Radio Group                             | Україна                                                                             | brg.ua/business-radio              |                                                  |
| Радіо Байрактар             |         | Українська музика з акцентом на патріотичні пісні та пісні війни, а також українська музика у стилі ретро | 7 березня 2022                             | 320 кб/с                  | ТАВР Медіа                                       | Україна                                                                             | radiobayraktar.com.ua              | Колишнє «Русское Радио Україна»                  |
| Голос надії                 |         | Релігійно-просвітницький                                                                                  | 17 травня 1995                             | 128 кб/с                  | Hope Channel International                       | Україна                                                                             | hope.ua                            |                                                  |
| Громадське радіо            |         | News/Talk                                                                                                 | 2002                                       | 160 kb/s                  |                                                  | Україна                                                                             | hromadske.radio                    |                                                  |
| Країна ФМ                   |         | National AC                                                                                               | 9 листопада 2016                           | 320 kb/s, 128 kb/s        | Нідерландський холдинг RadioCorp                 | Україна                                                                             | krainafm.com.ua                    | Колишнє «Європейська станція», «Gala Radio»      |
| Радіо Культура              |         | Культурно-просвітницька радіостанція                                                                      | 1 січня 2003                               | 192 kb/s                  | НСТУ                                             | Україна                                                                             | ukr.radio/3channel                 | Третій канал суспільного радіо                   |
| Люкс FM                     |         | Hot AC | 1 січня 1994                               | Київ онлайн, Львів онлайн | ТРК «Люкс»                                       | Україна                                                                             | lux.fm                             |                                                  |
| Радіо М                     |         | CCM, Gospel, AC                                                                                           | 26 лютого 2013                             | слухати                   |                                                  | Україна                                                                             | radiom.ua                          |                                                  |
| Радіо Maximum               |         | АС/СHR | 10 березня 2017                            | 96 kb/s                   | ТРК «Люкс»                                       | Україна                                                                             | maximum.fm                         | Колишнє «Радіо 24»                               |
| Радіо «Марія»               |         | Духовно-просвітницький                                                                                    | 1 червня 2010                              | слухати                   | Міжнародна благодійна організація «Радіо Марія»  | Україна                                                                             | radiomaria.org.ua                  |                                                  |
| Мелодія FM                  |         | Nostalgia Hits 70-90's, Classic Hits                                                                      | 2 січня 2002 9 квітня 2012 (перезапуск)    | 128 kb/s                  | ТАВР Медіа                                       | Україна                                                                             | melodiafm.ua                       |                                                  |
| Радіо Ми — Україна          |         | Hot AC | 23 грудня 2024                             | 320 kb/s                  | Ігор Петренко                                    | Україна                                                                             | weua.fm                            |                                                  |
| Радіо Чемпіон               |         | Sport | 9 вересня 2024                             | 128 kb/s                  |                                                  | Україна                                                                             | championradio.net                  |                                                  |
| Наше радіо                  |         | National AC                                                                                               | 4 квітня 1997                              | 128 kb/s                  | ТАВР Медіа                                       | Україна                                                                             | nasheradio.ua                      |                                                  |
| Radio NV                    |         | News/Talk                                                                                                 | 12 березня 2018                            | 128 kb/s                  | Томаш Фіала                                      | Україна · Росія                                                                     | radio.nv.ua                        | Колишнє «Радіо Ера»                              |
| Радіо Промінь               |         | Музично-розмовна молодіжна радіостанція                                                                   | 22 квітня 1965                             | 192 kb/s                  | НСТУ                                             | Україна                                                                             | ukr.radio/2channel                 | Другий канал суспільного радіо                   |
| Просто Раді.О               |         | Hot AC | 13 червня 1994                             | 192 kb/s                  |                                                  | Україна                                                                             |                                    |                                                  |
| Прямий FM                   |         | Інфотейнмент                                                                                              | 9 вересня 2019                             | 256 kb/s                  | Вільні медіа Медіахолдинг «Evolution»            | Україна                                                                             | prm.fm/index.html                  |                                                  |
| Радіо «П'ятниця»            |         | AC, Hot AC, Nostalgia Hits                                                                                | 13 лютого 2015 1 січня 2023 (перезапуск)   | 320 kb/s                  | Денис Козлітін Медіахолдинг «Evolution»          | Україна                                                                             | radiopyatnica.com.ua               | Колишнє «Радіо Українських Доріг», «Super Radio» |
| Світле радіо «Еммануїл»     |         | Музично-релігійний                                                                                        | 7 червня 2005                              | 128 kb/s                  | ТОВ «ТРК Еммануїл»                               | Україна                                                                             | svitle.org                         |                                                  |
| Стильне радіо «Перець FM»   |         | Fun radio                                                                                                 | 1 вересня 2009                             | 128 kb/s                  | Перша Українська Радіогрупа Business Radio Group | Україна                                                                             | perec.fm                           |                                                  |
| Радіо Точка                 |         | Ретро-музичне радіо                                                                                       | 24 серпня 2023                             | 192 kb/s                  | НСТУ                                             | Україна                                                                             | ukr.radio/channel.html?channelID=5 |                                                  |
| Українське радіо            |         | News/Talk                                                                                                 | 16 листопада 1924                          | 192 kb/s                  | НСТУ                                             | Україна                                                                             | ukr.radio/1channel                 | Перший канал суспільного радіо                   |
| Хіт FM                      |         | AC/Hot AC                                                                                                 | 28 серпня 1999                             | 128 kb/s                  | ТАВР Медіа                                       | Україна                                                                             | hitfm.ua                           |                                                  |
| Радіо Шансон                |         | Світова естрада                                                                                           | 1996 11 лютого 2025 (перезапуск)           | 256 kb/s                  | Business Radio Group                             | Україна                                                                             | brg.ua/radio-shanson               |                                                  |
| Шлягер FM                   |         | Українська естрада                                                                                        | 8 березня 2024                             | 256 kb/s                  | Business Radio Group                             | Україна                                                                             | shlager.fm                         |                                                  |

## Регіональні та місцеві радіостанції

### Суспільне мовлення
| Назва                               | Логотип | Регіон                             | Потоки   | Розклад                         | Сайт                           |
| ----------------------------------- | ------- | ---------------------------------- | -------- | ------------------------------- | ------------------------------ |
| Українське радіо. Крим              |         | Автономна республіка Крим          | 128 kb/s | Будні: 12:35-13:00, 17:35-18:00 | https://crimea.suspilne.media  |
| Українське радіо. Вінниця           |         | Вінницька область                  | 192 kb/s | Будні: 12:35-13:00, 17:35-18:00 | https://vn.suspilne.media      |
| Українське радіо. Луцьк             |         | Волинська область                  | 192 kb/s | Будні: 12:35-13:00, 17:35-18:00 | https://vo.suspilne.media      |
| Українське радіо. Дніпро            |         | Дніпропетровська область           | 192 kb/s | Будні: 12:35-13:00, 17:35-18:00 | https://dp.suspilne.media      |
| Українське радіо. Донбас            |         | Донецька область Луганська область | 192 kb/s | Будні: 12:35-13:00, 17:35-18:00 | https://dn.suspilne.media      |
| UA: Українське радіо. Пульс         |         | Донецька область Луганська область | 192 kb/s | Будні: 12:35-13:00, 17:35-18:00 | https://dn.suspilne.media      |
| UA: Українське радіо. Голос Донбасу |         | Донецька область Луганська область | 192 kb/s | Будні: 12:35-13:00, 17:35-18:00 | https://dn.suspilne.media      |
| Українське радіо. Житомир           |         | Житомирська область                | 192 kb/s | Будні: 12:35-13:00, 17:35-18:00 | https://zt.suspilne.media      |
| Українське радіо. Запоріжжя         |         | Запорізька область                 | 192 kb/s | Будні: 12:35-13:00, 17:35-18:00 | https://zp.suspilne.media      |
| Українське радіо. Ужгород           |         | Закарпатська область               | 192 kb/s | Будні: 12:35-13:00, 17:35-18:00 | https://uz.suspilne.media      |
| Тиса FM                             |         | Закарпатська область               | 192 kb/s | Будні: 12:35-13:00, 17:35-18:00 | http://ukr.radio/radio-uz      |
| Українське радіо. Карпати           |         | Івано-Франківська область          | 192 kb/s | Будні: 12:35-13:00, 17:35-18:00 | https://if.suspilne.media      |
| Українське радіо. Київ              |         | Київська область                   | 192 kb/s | Будні: 12:35-13:00, 17:35-18:00 | https://central.suspilne.media |
| Українське радіо. Кропивницький     |         | Кіровоградська область             | 192 kb/s | Будні: 12:35-13:00, 17:35-18:00 | https://kr.suspilne.media      |
| Українське радіо. Львів             |         | Львівська область                  | 192 kb/s | Будні: 12:35-13:00, 17:35-18:00 | https://lv.suspilne.media      |
| Українське радіо. Миколаїв          |         | Миколаївська область               | 192 kb/s | Будні: 12:35-13:00, 17:35-18:00 | https://mk.suspilne.media      |
| Українське радіо. Одеса             |         | Одеська область                    | 192 kb/s | Будні: 12:35-13:00, 17:35-18:00 | https://od.suspilne.media      |
| Українське радіо. Полтава           |         | Полтавська область                 | 192 kb/s | Будні: 12:35-13:00, 17:35-18:00 | https://pl.suspilne.media      |
| Українське радіо. Рівне             |         | Рівненська область                 | 192 kb/s | Будні: 12:35-13:00, 17:35-18:00 | https://rv.suspilne.media      |
| Українське радіо. Суми              |         | Сумська область                    | 192 kb/s | Будні: 12:35-13:00, 17:35-18:00 | https://sm.suspilne.media      |
| Українське радіо. Тернопіль         |         | Тернопільська область              | 192 kb/s | Будні: 12:35-13:00, 17:35-18:00 | https://te.suspilne.media      |
| Українське радіо. Харків            |         | Харківська область                 | 192 kb/s | Будні: 12:35-13:00, 17:35-18:00 | https://kh.suspilne.media      |
| Українське радіо. Херсон            |         | Херсонська область                 | 192 kb/s | Будні: 12:35-13:00, 17:35-18:00 | https://ks.suspilne.media      |
| Українське радіо. Хмельницький      |         | Хмельницька область                | 192 kb/s | Будні: 12:35-13:00, 17:35-18:00 | https://km.suspilne.media      |
| Українське радіо. Черкаси           |         | Черкаська область                  | 192 kb/s | Будні: 12:35-13:00, 17:35-18:00 | https://ck.suspilne.media      |
| Українське радіо. Чернівці          |         | Чернівецька область                | 192 kb/s | Будні: 12:35-13:00, 17:35-18:00 | https://cv.suspilne.media      |
| Українське радіо. Чернігів          |         | Чернігівська область               | 192 kb/s | Будні: 12:35-13:00, 17:35-18:00 | https://cn.suspilne.media      |

### Мережеві радіостанції
- FM Галичина
- Львівська хвиля

### Вінницька область
- Радіо «Місто Над Бугом» (Вінниця) — 101,8 МГц 256 kb/s
- Радіо «ТАКТ» (Вінниця) — 103,7 МГц 128 kb/s[72]
- Лада FM
  - Баланівка — 100,1 та 105,1 МГц
  - Гайсин — 101,6 МГц 128 kb/s
  - Липовець — 106,7 МГц (план)
  - Чечельник — 107,5 МГц
  - Могилів-Подільський — 107,7 МГц 128 kb/s
- Тростянець FM (Тростянець) — 99,6 МГц
- ОКЕЙ FM
  - Калинівка — 88,2 МГц
  - Козятин — 99,5 МГц
  - Великий Митник — 105,5 МГц
- Ямпільське Радіо (Ямпіль) — 101,8 МГц
- Погляд (Козятин) — 66,41 УКХ
- Томашпільське Радіо (Яришівка) — 68,12 УКХ
- Говорить Оратів (Оратів) — 69,62 УКХ та 90,7 (план)
- Гайсинське Радіо (Гайсин) — 71,27 УКХ та 107,1 (план)
- Подільське Радіо (Ладижин) — 103,9 МГц
- Говорить Могилів-Подільський (Могилів-Подільський) — 104,2 МГц
- Тульчинське Радіо (Тульчин) — 105,5 МГц
- Бар FM (Бар) — 105,7 МГц
- Муровано-Курилівецьке Радіо (Роздолівка) — 106,1 МГц
- Новини Крижопілля (Крижопіль) — 106,7 МГц
- Іллінецьке Радіо (Тягун) — 107,5 МГц
- Говорить Оратів (Оратів) — 90,7 МГц (план)
- Місто над Бугом (Козятин) — 92,7 МГц (план)
- Подільське радіо (Іллінці) — 96,6 МГц (план)
- Говорить Могилів-Подільський (Немія) — 104,2 МГц
- Лада FM
  - Вапнярка — 106,3 МГц (план)
  - Могилів-Подільський — 107,7 МГц
- Гайсинське радіо (Гайсин) — 107,1 МГц (план)

### Волинська область
- Сім'я і Дім
  - Луцьк — 102,4 МГц
  - Підгайці — 102,4 МГц 96 kb/s[73] 128 kb/s 128 kb/s
- Аверс FM
  - Горохів — 97,2 МГц
  - Любешів — 98,7 МГц
  - Нововолинськ — 94,3 МГц
  - Шацьк — 91,4 МГц
  - Ковель — 95,4 МГц
  - Цумань — 98,4 МГц
  - Луцьк — 100,9 МГц
- Radio Smak (Горохів) — 93,7 МГц
- Radio1.ua (Підгайці) — 100,1 МГц
- Радіо Буг (Нововолинськ) — 104,4 МГц
- Радіо «Конкурент»
  - Камінь-Каширський — 96,1 МГц
  - Луцьк — 96,2 МГц
  - Любомль — 99,7 МГц
- Радіо Світязь (Нововолинськ) — 98,1 МГц

### Дніпропетровська область
- Інформатор FM
  - Дніпро — 107,3 МГц 128 kb/s
  - Нікополь — 99,5 МГц 128 kb/s
- TopRadio (Кам'янське) — 104,4 МГц 192 kb/s[74]
- Nostalgie (Нікополь) — 102,4 МГц
- Радіо «Кривбас» (Кривий Ріг) — 102,3 МГц 320 kb/s
- Радіо «Мегаполіс»
  - Кривий Ріг — 105,2 МГц 256 kb/s[75]
  - Нікополь — 88,0 МГц 256 kb/s[75]
  - Дніпро — 90,9 МГц 256 kb/s[75]
  - Павлоград — 73,88 та 107,9 МГц 320 kb/s
  - Кам'янське — 97,7 МГц
- Європа Плюс (Дніпро) — 102,5 МГц 128 kb/s
- ПТРК (Павлоград) — 90,3 МГц

### Донецька область
- Радіо «49 паралель»
  - Краматорськ — 88,1 МГц
  - Гірник — 88,2 МГц
  - Дружківка — 96,8 МГц онлайн[76]
- Класне радіо
  - (Слов'янськ) — 103,9 МГц
  - Шахтарськ — 100,2 МГц
  - Донецьк — 102,1 МГц
  - Горлівка — 103,1 МГц
- MEGA (Донецьк) — 100,5 МГц
- Військова радіостанція 14-ї ОМБр (Мар'їнка) — 93,1 МГц
- Тризуб FM
  - Карлівка — 98,0 МГц
  - Авдіївка (немає мовлення) — 100,3 МГц
- Радіо Дружківка
  - Дружківка (немає мовлення) — 99,9 МГц
  - Торецьк — 100,5 МГц
  - Покровськ — 101,9 МГц
- Радіо Клас!
  - Краматорськ — 103,9 МГц
  - Костянтинівка — 104,4 МГц
  - (Бахмут) — 88,4 МГц
- Вільне радіо
  - Гірник — 106,0 МГц
  - (Бахмут) — 91,5 МГц
- Радіо «Фокус» (Торез) — 92,9 МГц

### Житомирська область
128 kb/s
- 106.1 FM (Житомир) — 106,1 МГц
- Радіо Марія (Житомир) 104,9 МГц
- Рекорд FM (Бердичів) — 105,2 МГц 128 kb/s[78]
- NewDay FM
  - Житомир — 102,2 МГц
  - Звягель — 91,7 МГц (план)
  - Малин — 90,2 МГц
  - Коростень — 100,6 МГц
  - Бердичів — 102,0 МГц
- Радіо Баранівка (Баранівка) — 94,2 МГц
- Радіо УНА (Бердичів) — 97,5 МГц (немає мовлення)
- Коростень FM (Коростень) — 107,5 МГц
- 106,1 FM (Житомир) — 106,1 МГц

### Закарпатська область
- Радіо «Світ FM» 128 kb/s
  - Ужгород — 104,7 МГц
  - Мукачево — 107,8 МГц
- Радіо «7» 320 kb/s[79]
  - Минай — 91,5/88,6 МГц
  - Лисичово — 88,6 МГц
  - Рокосово — 91,5 МГц
- Радіо «Закарпаття FM» 128 kb/s
  - Мукачево — 101,9 МГц
  - Міжгір'я — 104,1 МГц
  - Ясіня — 104,4 МГц
  - Ужгород — 101,6 МГц
  - Хуст — 101,9 МГц
  - Рахів — 105,1 МГц
- Радіо «Хуст» (Хуст) — 89,1 МГц 128 kb/s[80]
- Радіо «Захід ФМ+»
  - Хуст — 88,2 МГц
  - Рокосово — 88,2 МГц
  - Рахів — 103,1 МГц
  - Міжгір'я — 106,0 МГц
- Радіо Пульс — Pulzus Rádió FM (Мужієво) — 92,1 МГц
- Гуцульське радіо
  - Хуст — 103,7 та Хуст — 102,3 МГц
- Тиса FM (Ужгород) — 103,0 МГц

### Запорізька область
Червоним шрифтом міста в яких мовлення всеукраїнських та регіональних радіостанцій припинено через окупацію
- Формат FM
  - Запоріжжя — 88,3 МГц (немає мовлення)[81]
  - Приморськ — 89,0 МГц
  - Мелітополь — 90,6 МГц
  - Токмак — 101,9 МГц
  - Бердянськ — 103,4 МГц
  - Пологи — 105,9 МГц
- Веселе FM (Веселе) — 97,2 МГц
- Novaline radio
  - Запоріжжя — 97,4 МГц
  - Новомиколаївка — 98,4 МГц
- Азовська Хвиля (Бердянськ) — 106,0 МГц
- Радіо «Дніпровська хвиля» (Запоріжжя) — 11980 KX

### Івано-Франківська область
- Радіо «Західний полюс»  — 92,4 МГц 128 kb/s MP3[82]
  - Яблуниця — 92,4 МГц
  - Івано-Франківськ — 104,3 МГц
  - Калуш — 105,5 МГц
  - Рогатин — 97,5 МГц
- Радіо «Дзвони»
  - Івано-Франківськ — 105,8 МГц 128 kb/s[83]
  - Калуш — 98,9 МГц
  - Івано-Франківськ — 105,8 МГц
- Радіо «Вежа» 128 kb/s[84]
  - Мала Тур'я — 88,3 МГц
  - Бурштин — 99,2 МГц
  - Івано-Франківськ — 107,0 МГц
- Радіо «Сяйво»
  - Коломия — 106,8 МГц 256 kb/s[85]
  - Бурштин — 89,6 МГц
  - Гарасимів — 100,7 МГц
  - Річка — 102,8 МГц
  - Татарів — 106,7 МГц
  - Дебеславці — 106,8 МГц
- Радіо «Шанс» (Калуш) — 104,0 МГц
- Радіо «Калуш FM» (Калуш) — 107,4 МГц
- Радіо «РАІ»
  - Надвірна — 90,3 МГц
  - Косів — 105,6 МГц
  - Зама — 106,3 МГц
  - Мала Тур'я — 106,6 МГц
  - Яремче — 107,5 МГц
  - Дебеславці — 107,6 МГц
  - Бурштин — 101,6 МГц
  - Бурштин — 101,6 МГц
  - Надвірна — 90,3 МГц
  - Івано-Франківськ — 90,6 МГц (план)
- Радіо «Хвиля гір» (Долина) — 106,2 МГц 128 kb/s[86]
- Радіо «Нова хвиля» (Снятин) — 101,8 МГц [частково ретранслює передачі Радіо Мелодія]
- Західна столиця FM (Верховина) — 103,6 МГц
- Надвірна FM
  - Микуличин — 106,0 МГц
  - Стримба — 107,3 МГц
- Гуцульське радіо
  - Верховина — 106,7 МГц
  - Яблуниця — 107,7 МГц
- Богослужіння (Гошів) — 107,2 МГц
- Гуцульська столиця (Верховина) — 107,4 МГц
- Радіо Варта (Косів) — 101,4 МГц (план)

### Київська область
- Classic Radio (Київ) — 92,4 МГц
- Радіо Київ FM (Київ) — 98,0 МГц
- Радіо Марія (Київ) 100,5 МГц
- Радіо Чемпіон (Київ) 92,8 МГц
- Бліц FM
  - Біла Церква — 103,3 FM
  - Богуслав — 94,4 МГц
  - Дибинці — 94,4 МГц
  - Фастів — 95,0 МГц
  - Рокитне — 100,3 МГц
- Ми — Україна (Київ) — 106,0 МГц 320 kb/s
- Європа Плюс (Київ) — 107,0 МГц 128 kb/s
- Інформатор (Переяслав) — 95,8 МГц
- Радіо Поліс (Яготин) — 90,4 МГц
- Magic Radio (Київ) — 93,8 МГц
- Бориспіль FM (Бориспіль) — 94,9 МГц
- Богуслав FM
  - Богуслав — 97,7 МГц
  - Тараща — 101,4 МГц
- Стояночка FM (Володарка) — 100,7 МГц (план)

### Кіровоградська область
- Долинське радіо (Долинська) — 104,9 МГц
- Голос Петрівщини (Петрове) — 105,5 МГц
- Радіо Маяк (Олександрія) — 107,6 МГц

### Луганська область
- Донбас Онлайн (Сєвєродонецьк) — 88,8 МГц
- РТВ FM (Ровеньки) — 91,6 МГц
- Кремінна FM (Кремінна) — 99,2 МГц
- Май (Первомайськ) — 104,5 МГц
- 49 паралель (Кремінна) — 104,6 МГц
- Європа Плюс Луганськ (Луганськ) — 104,8 МГц
- СТВ (Сєвєродонецьк) — 105,3 МГц
- ДОНБАС ONLINE (Щастя) — 104,4 МГц(план)
- Марковка FM (Марківка) — 105,5 МГц

### Львівська область
- Радіо «Львівська хвиля» (Львів) — 100,8 МГц онлайн[87]
- «Дуже радіо»[88] онлайн (Львів) — 104,3 МГц
- Радіо «Незалежність» (Львів) — 106,7 МГц онлайн[89]
- Radio Lwów (Львів) — 106,7 МГц — польськомовне радіо, яке транслюється в ефірі радіо «Незалежність»
- Радіо «Сокаль» (Сокаль) — 101,0 FM онлайн[90]
- Стрий FM (Стрий) — 101,0 FM онлайн[91]
- Твоє Радіо (Дрогобич) — 101,4 FM онлайн[92]
- Нео Радіо (Червоноград) — 100,5 FM
- Радіо Смак онлайн[93]
  - Золочів — 89,9 МГц (Львівська область)
  - Горохів — 93,7 МГц (Волинська область)
- Радіо «Слово» (Борислав) — 100,2 МГц
- Голос Прикарпаття (Рожеве) — 95,6 МГц онлайн[94]
- Голос Стрия (Стрий) — 90,0 МГц
- Радіо «Розділля» (Жидачів) — 93,0 МГц
- Радіо «Yantarne FM» (Новояворівськ) — 97,6 МГц онлайн
- Радіо Золочів ФМ (Золочів) — 89,5 МГц
- Радіо «Розділля» (Жидачів) — 93,0 МГц
- Буське Радіо (Красне) — 87,5 МГц
- Радіо Перше (Львів) — 88,2 МГц
- Броди FM (Броди) — 88,8 МГц
- Радіо Перше (Броди) — 89,2 МГц
- Радіо УНА
  - Старий Самбір — 89,8 МГц (план)
  - Радехів — 99,1 МГц
- Голос Прикарпаття (Старий Самбір) — 91,4 МГц
- Гуцульське радіо (Червоноград) — 92,1 МГц
- Поступ (Самбір) — 92,9 МГц
- Вільне радіо королівського міста (Жовква) — 94,0 МГц
- Явір FM
  - Яворів — 94,6 МГц
  - Мостиська — 97,4 МГц
- Карпатський гомін (Турка) — 97,2 МГц
- ТОВ «Смарт медіа ессетс» (Червоноград) — 97,8 (план) МГц
- Своя хвиля (Трускавець) — 98,8 МГц
- Сколівські Бескиди (Сколе) — 99,0 МГц
- Франкова земля (Дрогобич) — 99,4 МГц
- Радіо Радехів (Павлів) — 99,5 МГц
- Жидачів FM (Жидачів) — 99,9 МГц
- Фреш FM (Стрий) — 104,8 МГц
- Радіо Радехів (Перемишляни) — 105,1 МГц
- Західна Столиця (Добромиль) — 105,6 МГц

### Миколаївська область
- Radio City (Миколаїв) — 71,0 МГц (план)
- Radio Sfera Music[95] (Міжнародне мовлення)
- Радiо Шансон Плюс[96] (Міжнародне мовлення)

### Одеська область
- «FM1 — Перше радіо»
  - Одеса — 87,5 МГц
  - Ізмаїл — 95,4 МГц
  - Кам'янське — 100,2 МГц
- «MIAMI»
  - Одеса — 107,0 МГц
  - Петровірівка — 105,8 МГц
  - Вестерничани — 106,2 МГц
  - Ізмаїл — 107,1 МГц
- «Радіо ГЛАС»[97] (Одеса) онлайн
- Європа Плюс (Одеса) — 89,7 МГц
- Арсі
  - Арциз — 92,4 МГц
  - Болград — 94,3 МГц (план)
- КЕТ (Вестерничани) — 95,6 МГц (план)
- Град FM
  - Ізмаїл — 98 6 МГц
  - Петровірівка — 103,4 МГц
  - Одеса — 103,8 МГц
  - Кам'янське — 102,6 МГц
- Радіо Одеса
  - Петровірівка — 100,7 МГц (план)
  - Любашівка — 107,1 МГц (план)
  - Захарівка — 102,6 МГц (план)
- Перше міське радіо (Одеса) — 102,7
- Аккерман FM (Білгород-Дністровський) — 102,9 МГц
- Народне Радіо (Одеса) — 103,2 МГц
- Балта FM (Балта) — 104,5 МГц
- ТІС FM (Першотравневе) — 104,7 МГц (план)
- Radio City (Одеса) — 106,0 МГц
- Радіо Глас (Одеса) — 106,6 МГц

### Полтавська область
- ReLife (Решетилівка) — 91,1 МГц онлайн
- Миргород FM (Миргород) — 96,9 МГц онлайн
- Кварцит (Горішні Плавні) — 98,4 МГц
- Радіо-Лубни (Лубни) — 100,8 МГц
- Автохвиля з ретрансляцією «Авторадіо» (Кременчук) — 102,1 МГц онлайн

### Рівненська область
- Радіо «Ритм FM» (ділить частоту з Люкс FM) (Рівне) — 90,9 МГц онлайн
- Радіо «Трек» (Рівне) — 106,4 МГц, 104, 3 МГц
- Радіо «Полісся» (Дубровиця) — 106,6 Fm
- Радіо «Говорить Демидівка» (Демидівка)
- Радіо «RESPECT UA»
  - Острог — 92,3 МГц онлайн
  - Радивилів — 89,6 МГц
- Радіо «Світязь» (Мирогоща Перша) — 92,6 МГц
- Радіо Сфера-FM
  - Рівне — 102,2 МГц
  - Копань — 105,9 МГц

### Сумська область
- «Слобода-FM»[98] (Суми)
- «Радіо-Кон»[99] (Конотоп) онлайн
- Радіо «A-FM»[100] (Охтирка)
- «Novaline Radio»
  - (Суми) — 92,9 МГц
  - (Краснопілля) — 88,8 МГц
- ТКС (Шостка) — 102,5 МГц
- Говорить Охтирське міське радіо (Охтирка) — 103,7 МГц
- Перше Конотопське Радіо (Конотоп) — 103,9 МГц
- Акцент (Шостка) — 104,1 МГц (план)
- Добре радіо (Тростянець) — 105,4 МГц
- Експрес Радіо (Конотоп) — 106,2 МГц
- Радіостудія Ромен (Ромни) — 106,6 МГц
- Радіо «Спектр» (Ромни) — 107,3 МГц

### Тернопільська область
- УХ-Радіо (Тернопіль) — 101,1 МГц (08:00-20:00) онлайн[101]
- Українська Хвиля (Тернопіль) — 101,1 МГц (20:00-00:00; 00:00-08:00)
- Радіо «Тернопільська хвиля»
  - Тернопіль — 106,8 МГц
  - Ланівці — 89,8 МГц
  - Кременець — 93 МГц
  - Бучач — 87,5 МГц
  - Чортків — 105,9 МГц онлайн[102]
- Говорить Кременець (Кременець) — 100,5 МГц

### Харківська область[103]
- Радіо «Говорить Харків» (Харків)
- Радіо «Харків»[104] (Харків)
- Радіо M-FM[105] (Харків) — 91,2 FM онлайн[106]
- Радіо Клас! (Куп'янськ) — 101,3 FM[107]
- «Novaline Radio»
  - Харків — 97,1 FM
  - Куп'янськ — 107,3 FM
  - Липці — 89,8 FM
  - Золочів — 88,9 FM
  - Богодухів — 97,6 FM
  - Байрак — 89,1 FM
- Радіо Накипіло
  - Харків — 92,2 МГц онлайн
  - Балаклія — 90,5 МГц
  - Дворічна — 91,5 МГц (план)
  - Вовчанськ — 100,2 МГц
  - Близнюки — 107,5 МГц
- Слобожанське FM
  - Бахметівка — 87,5 МГц (план)
  - Ізюм — 89,7 МГц
  - Зміїв — 90,8 МГц
  - Харків — 93,1 МГц
  - Близнюки — 100,1 МГц
  - Великий Бурлук — 100,1 МГц
  - Барвінкове — 103,4 МГц
  - Балаклія — 104,9 МГц
- Говорить Шевченкове (Шевченкове) — 88,2 МГц
- Говорить Нова Водолага (Нова Водолага) — 89,8 МГц (план)
- Говорить Ізюм (Ізюм) (немає мовлення) — 100,8 МГц
- Радіо Центр (Красноград) — 103,2 МГц
- Радіо Клас! (Ізюм) (немає мовлення) — 103,7 МГц
- Радіо Терра (Лозова) (немає мовлення) — 104,6 МГц
- Радіо Лозова (Лозова) — 106,7 МГц

### Херсонська область
Червоним шрифтом міста в яких мовлення всеукраїнських та регіональних радіостанцій припинено через окупацію
- X.ON
  - (Херсон) — 87,7 МГц
  - (Високе) – 93,6 МГц
- Говорить Рикове (Рикове) — 87,9 МГц
- Meydan FM (Генічеськ) — 90,8 МГц
- Іванівка FM (Іванівка) — 100,0 МГц
- Мейдан (Чонгар) — 101,4 МГц
- Хаят (Василівка) — 103,5 МГц
- Крим. Реалії (Чонгар) — 105,9 МГц
- Лепетиха FM (Велика Лепетиха) — 107,1 МГц

### Хмельницька область
- Радіо «OK FM» (Хмельницький) — 105,4 МГц
- TV7+ FM (Хмельницький) — Теофіполь, 103,3 МГц
- Городоцький телерадіопресцентр (Городок) — 106,9 МГц

### Черкаська область
- Голос Городищини (Орловець) — 98,0 МГц
- Радіо «Магніт» (Канів) — 99,7 МГц
- Радіо «Екватор»[108] (Шпола) — 100,8 МГц
- Голос громади (Умань) — 101,0 МГц
- Обрії FM (Сміла) — 102,0 МГц
- MID-FM (Умань) — 103,4 МГц
- На хвилі Корсуня[109] (Корсунь-Шевченківський) — 104,8 МГц
- Чорнобаївська хвиля (Чорнобай) — 105,5 МГц
- Радіо «Тясмин»[110] (Кам'янка) — 106,4 МГц
- Радіо Активність[111] (Ватутіне) — 107,3 МГц
- Улюблене радіо вашої громади (Озірна) — 87,9 МГц
- Бліц FM (Умань) — 90,6 МГц
- Чигирин-99 FM (Чигирин) — 99,0 МГц
- Умань (Полянецьке) — 106,1 МГц

### Чернівецька область
- Радіо «10» (Чернівці) — 103,2 МГц онлайн[112]
- Радіо «С4» (Чернівці) — 106,6 МГц онлайн
- Радіо «Буковинська Хвиля» (Чернівці) — 100,0 МГц онлайн
- Радіо «ТВА» (Новодністровськ) — 101,9 МГц
- Сокиряни (Кельменці) — 97,9 МГц
- Говорить Новодністровськ (Новодністровськ) — 102,3 та 106,6 МГц
- Радіо 10
  - Вижниця — 104,4 МГц
  - Старі Бросківці — 107,5 МГц
- Сок FM (Сокиряни) — 104,7 МГц
- Західна столиця FM (Путила) — 107,0 МГц

### Чернігівська область
- Радіо «Планета»[113] (Прилуки)
- ТІМ
  - Чернігів — 102,4 МГц
  - Білещина — 95,7 МГц
- OneFM
  - Бобровиця — 88,9 МГц (план)
  - Парафіївка — 90,2 МГц (план)
  - Гончарівське — 90,7 МГц
  - Носівка — 91,3 МГц (план)
  - Чернігів — 92,0 МГц
  - Седнів — 95,8 МГц (план)
  - Вертіївка — 97,9 МГц (план)
  - Линовиця — 98,4 МГц (план)
  - Городня — 98,6 МГц (план)
  - Срібне — 101,7 МГц (план)
- Радіо Борзна (Борзна) — 99,2 МГц
- Свобода FM (Ічня) — 100,9 МГц
- Короп FM (Короп) — 101,6 МГц

### Крим
- Радіо «Крим» (Сімферополь)
- «Trans-M-Radio»[114] (Сімферополь)
- Радіо «Мейдан»[115] (Сімферополь)
- Радіо «Пілот» — «Europa Plus Крим» (Сімферополь)
- Радіо «АСсоль» (Сімферополь)
- Радіо «Лідер» (Сімферополь)
- «Ялта FM» (Ялта)
- Радіо ОРФЕЙ (Ялта)
- Радіо «Бриз» (Севастополь, після анексії Криму працює з Одеси)
- Радіо «Омега-Поліс» — «MFM» (Севастополь)

## Плани радіостанції України

### Вінницька область
- Барське Радіо (Мальчівці) 105,7 МГц
- Гайсинське радіо (Гайсин) 107,1 МГц
- Говорить Оратів (Оратів) 90,7 МГц
- Лада
  - Липовець 106,7 МГц
  - Вапнярці 106,3 МГц
- Подільське радіо (Іллінці) 96,6 МГц
- Радіо КЕТ (Подільську) 95,6 МГц

### Волинська область
- Аверс FM
  - Нововолинськ 94,3 МГц
  - Любешів 98,7 МГц
- Люкс FM (Шацьк) 94,1 МГц
- Радіо Буг (Луцьк) 94,7 МГц
- Радіо Конкурент (Ратне) 95,7 МГц

### Дніпропетровська область
- Люкс FM (Нікополь) 105,4 МГц
- Мегаполіс (Кам'янське) 97,7 МГц

### Донецька область
- Донбас Онлайн
  - Мар'їнка 87,8 МГц
  - Новотроїцьке 103,5 МГц
- Radio NV (Донецьк) 99,0 МГц[116]
- Країна ФМ (Донецьк) 107,2 МГц[116]
- Радіо П'ятниця
  - Краматорськ 102,8 МГц
  - Покровськ 103,3 МГц
- Радіо «Культура» (Маріуполь) 90,4 МГц[117]

### Житомирська область
- Українське Радіо
  - Баранівка 88,1 МГц
  - Ружин 96,7 МГц
  - Вільшанка 99,1 МГц
  - Любар 102,9 МГц
- New Day (Звягель) 91,7 МГц
- Шлягер FM
  - Коростишів 99,2 МГц
  - Пулини 88,4 МГц

### Запорізька область
- Радіо «Power FM»
  - Бердянськ 91,5 МГц[118]
  - Мелітополь 99,1 МГц[119]
- Радіо «Культура»
  - Новомиколаївка 99,8 МГц
  - Приморськ 99,5 МГц[120]
  - Токмак 99,8 МГц[121]
- Радіо «Промінь»
  - Новомиколаївка 103,9 МГц
  - Мелітополь 89,2 МГц[119]
  - Приморськ 89,4 МГц[120]
  - Дніпрорудне 103,4 МГц[122]

### Івано-Франківська область
- Радіо Варта (Косове) 101,4 МГц
- Західний полюс (Рогатинь) 97,5 МГц
- РАІ (Івано-Франківськ) 90,6 МГц

### Київська область
- Informator FM (Переяслав) 95,8 МГц
- Радіо-Макарів (Макарів) 92,6 МГц
- Стильне Радіо «Перець FM»
  - Баришівка 87,5 МГц
  - Винарівка 89,2 МГц
- Стояночка FM (Володарка) 100,7 МГц
- Бліц (Рокитне) 100,3 МГц
- Шлягер FM
  - Біла Церква 88,8 МГц
  - Згурівка 94,7 МГц
- Перець FM (Димер) 88,1 МГц
- Радіо Чемпіон (Київ) 92,8 МГц
- Радіо «Ми-Україна» (Київ) 106,0 МГц

### Кіровоградська область
- Радіо MAXIMUM (Кропивницький) 101,5 МГц
- Радіо «Культура»
  - Новоукраїнка 89,8 МГц
  - Світловодськ 94,8 МГц
- Стильне Радіо «Перець FM» (Світловодськ) 92,7 МГц
- Українське Радіо (Голованівськ) 97,4 МГц

### Луганська область
- Донбас Онлайн
  - Станиця Луганська 88,8 МГц[123]
  - Новотошківське 93,9 МГц[124]
  - Комишуваха 96,6 МГц[125]
- Донбас Онлайн (Щастя) 104,4 МГц[126]
- Radio NV (Луганськ) 107,3 МГц[127]
- Армія FM (Станиця Луганська) 105,8 МГц[123]
- Радіо «Промінь» (Білолуцьк) 105,4 МГц[128]
- Радіо Байрактар (Сєвєродонецьк) 103,3 МГц[129]
- Радіо «Культура» (Лисичанськ) 101,5 МГц[130]
- Радіо «Промінь» (Зоринівка) 99,3 МГц[131]
- Українське Радіо (Білокуракине) 103,1 МГц[132]

### Львівська область
- Голос Прикарпаття (Добромиль) 95,6 МГц
- Смарт Радіо (Шептицький) 97,8 МГц

### Миколаївська область
- DJ FM (Первомайськ) 107,4 МГц

### Одеська область
- Арсі (Болград) 94,3 МГц
- радіо Одеса
  - Петровірівка 100,7 МГц
  - Захарівка 102,6 МГц
  - Любашівка 107,1 МГц
- Стильне Радіо «Перець FM» (Вестерничани) 99,5 МГц
- ТІС FM (Першотравневе) 104,7 МГц
- Радіо Накипіло (Рені) 102,3 МГц
- X.ON (Балта) 100,3 МГц
- Радіо Cat (Подільськ) 95,6 МГц
- Радіо «Шансон» (Петровірівка) 98,6 МГц

### Полтавська область
- Радіо «Шансон» (Лубни) 104,0 МГц
- Радіо Опішня" (Опішня) 95,4 МГц

### Сумська область
- DJ FM (Шостка) 100,0 МГц
- Акцент (Шостка) 104,1 МГц
- Радіо «Промінь» (Порохонь) 91,4 МГц
- Українське Радіо
  - Дружба 90,4 МГц
  - Чернацьке 106,4 МГц
- Informator FM (Суми) 107,0 МГц

### Харківська область
- Слобожанське FM (Бахметівка) 87,5 МГц
- Говорить Нова Водолага (Нова Водолага) 89,8 МГц
- Радіо Накипіло (Дворічна) 91,5 МГц
- Українське радіо (Вовчанськ) 90,2 МГц

### Херсонська область
- Радіо «Промінь»
  - Нижні Сірогози 91,7[133]
  - Василівка 95,8 МГц[134]
- Радіо «Культура» (Генічеськ) 101,8 МГц[135]
- Хіт FM (Нова Каховка) 104,0 МГц[136]

### Хмельницька область
- TV7+ FM (Теофіполь) 103,3 МГц

### Чернівецька область
- Говорить Новодністровськ (Новодністровськ) 102,3 МГц
- Сок FM (Кельменці) 97,9 МГц

### Чернігівська область
- OneFM
  - Бобровиця 88,9 МГц
  - Парафіївка 90,2 МГц
  - Носівка 91,3 МГц
  - Седнів 95,8 МГц
  - Вертіївка 97,9 МГц
  - Линовиця 98,4 МГц
  - Городня 98,6 МГц
  - Срібне 101,7 МГц

## Проводове мовлення
Проводове мовлення — особливий вид радіомовлення, який дістався Україні від радянських часів. Здійснюється по так званій радіотрансляційній мережі, яка дозволяє одночасну передачу трьох звукових програм. Проводове мовлення частково дублює мовлення ефірних радіостанцій, проте існують радіокомпанії, які мовлять виключно на мережі проводового мовлення.

### По Україні
- 3 канали Національної Радіокомпанії України

### По регіонах
- Вінницька область
  - Вінницьке обласне радіо (Вінниця і вся область)
  - Радіокомпанія «Місто над Бугом» (лише у м. Вінниця)
- Дніпропетровська область
  - Дніпропетровське обласне радіо (м. Дніпро)
  - Дніпропетровське міське радіо (м. Дніпро)
  - «Радіо Собор» (м. Дніпро)
  - Радіо «Атлант» (м. Апостолове)
  - Дніпродзержинське радіо (м. Кам'янське)
  - Жовтоводське міське радіо (м. Жовті Води)
  - Радіо «Криворіжжя» (м. Кривий Ріг)
  - Радіо «Рудана» (м. Кривий Ріг)
  - «Радіо Північного комбінату» (м. Кривий Ріг)
  - Радіо «Нові рубежі» (смт Кринички)
  - «ТРК Нікопольська зоря» (м. Нікополь)
  - Радіо «Говорить Новомосковськ» (м. Новомосковськ)
  - Радіо «Досвітні вогні» (м. П'ятихатки)
- Запорізька область
  - Радіо Запоріжжя (м. Запоріжжя)
  - Радіо Три (м. Запоріжжя)
  - Радіо Бердянщини (м. Бердянськ)
  - Радіо «Говорить Бердянськ» (м. Бердянськ)
  - Радіо «Азовська хвиля» 106,0 FM (м. Бердянськ)
  - Говорить Вільнянськ (м. Вільнянськ)
  - Радіо Гуляйпілля (м. Гуляйполе)
  - Радіо «Експрес» (м. Дніпрорудне)
  - Енергодарське радіо (м. Енергодар)
  - Радіо Кам'янка (м. Кам'янка-Дніпровська)
  - Радіо «Говорить Більмак» (смт Більмак)
  - Радіо «РТБ» (м. Мелітополь)
  - Радіо Оріхівщини (м. Оріхів)
  - Пологівське районне радіомовлення (м. Пологи)
  - Радіо Токмака (м. Токмак)
  - Радіо «Ранкова зоря» (смт Чернігівка)
  - Якимівське радіо (смт Якимівка)
- Рівненська область
  - UA: Українське радіо. Рівне
  - Радіо «Говорить Демидівка»
- Сумська область
  - Комунальне підприємство "Телерадіокомпанія «Охтирка» (м. Охтирка)
- Харківська область
  - Говорить Харків (м. Харків)
- Херсонська область
  - Радіо «Дніпро» (м. Херсон)
  - «Говорить Херсон. В ефірі радіо „АКС“» (м. Херсон)
  - «Радіо Берислав» (м. Берислав)
  - Радіо «Говорить Білозерка» (смт Білозерка)
  - Радіо «Велика Олександрівка» (смт Велика Олександрівка)
  - Радіо «Високопілля» (смт Високопілля)
  - Радіо «Говорить Верхній Рогачик!» (смт Верхній Рогачик)
  - Радіо «Гола Пристань» (м. Гола Пристань)
  - Радіо «Говорить Гола Пристань» (м. Гола Пристань)
  - Радіо «Іванівка» (смт Іванівка)
  - Радіо «Каланчак» (смт Каланчак)
  - Радіо «Каховська зоря» (м. Каховка)
  - «Говорить радіостанція „Скіф“» (смт Нижні Сірогози)
  - Радіо «Нова Каховка» (м. Нова Каховка)
  - Радіо «Говорить Нововоронцовка» (смт Нововоронцовка)
  - Радіо «Скадовськ» (м. Скадовськ)
  - Радіо «Говорить Скадовськ!» (м. Скадовськ)
  - Студія «Радіо-Степ» (смт Чаплинка)

## Українські інтернет-радіостанції
| SUN FM                    | Київ              | AAC+, 64 kb/s                                         | Українська                                                  | Основою формату SUN FM є сучасні хіти зарубіжних та українських виконавців. Програмна концепція ефіру — музичний нон-стоп. Радіостанція доступна для прослуховування виключно в мережі Інтернет через різноманітні сайти, сервіси і платформи в будь-якій точці світу. Має власний офіційний мобільний додаток «SUN FM Ukraine» для пристроїв на базі операційних систем iOS, macOS та Android. Мовлення ведеться цілодобово. Офіційний сайт радіостанції                                                                      |  |  |
| Rock FM Україна           | Київ              | Весь світ 320 kb/s mp3 Весь світ 128 kb/s mp3         | Українська                                                  | Офіційний сайт радіо Онлайн радіостанція класичних рок хітів від сайту classicrock.com.ua |  |  |
| Yes FM Ukraine            | Київ              | Весь світ 128 kb/s mp3                                | Українська                                                  | Найкращі світові пісні 90-х — 2000-х в ефірі радіостанції поєднуються із золотими хітами 80-х та 90-х. На Yes FM Ukraine найкращі пісні та всесвітньо відомі артисти: Майкл Джексон, Крістіна Агілера, Джордж Майкл, Мадонна, Брайан Адамс, Шаде, Мілен Фармер |  |  |
| Orange Radio Ukraine      | Київ              | Весь світ 96 kb/s acc                                 | Українська                                                  | Orange… яскравий, незабутній, корисний. Він як музика. Він — настрій Вашого дня. В ефірі суперхіти і комфортна музика від якої хочеться посміхнутися і зрозуміти що життя класне. Формат: типовий Hot AC з треками українськими мовою та країн ЄС. Станція розпочала мовлення в 2016 році. Офіційний сайт радіостанції |  |  |
| Radio Прищепкін UA TOP-40 | Київ              | http://radio.ukraudio.com:8000/channel4.aac           | українська, іноземні                                        | Музична онлайн-станція шоумена Єгора Прищепкіна. Формат: найхітовіше з нового українського, UA TOP-40. На хвилях лунають нові пісні, які були заспівані в Україні або українською. Унікальна особливість станції — аудіотитрування треків. Сайт станції: https://top40.in.ua |  |  |
| Радіо «Домівка»           | Нью-Йорк, США     | Весь світ 128 kb/s                                    | Україна                                                     | Громадське некомерційне інтернетне видання та вебрадіо, засноване в Нью-Йорку. radiodomivka.com |  |  |
| Емігрантське радіо        | Київ              | Весь світ 128 kb/s                                    | Радіо для українських людей у світі. https://emradio.com.ua | |  |  |
| Яскраве радіо             | Київ, Вінниця     | Вінниця 320 kb/s, Київ 96 kb/s, Весь світ 320 kb/s    | Україна                                                     | Радіостанція заснована 2007 року поетом Євгеном Юхницею і втілює новітній тренд − ротацію пісень виключно українською мовою. http://www.yaskraveradio.fm/ |  |  |
| Liqui Radio               | Київ              | Весь світ 128 kb/s                                    | Україна · США                                               | Перша українська інтернетна радіостанція, в ефірі якої грає музика у стилі liquid drum and bass, atmospheric drum and bass, vocal drum and bass, classical drum and bass. https://www.liquiradio.com |  |  |
| Sraka Radio               | Київ              | Весь світ 128 kb/s                                    | Україна · США                                               | Своє радіо Андрія Кузьменка. Музика new wave, new romantic, nu disco. http://radiosraka.com.ua/ |  |  |
| Arti Gian FM 2            | Київ              | MP3 128 kb/s                                          | Україна · Німеччина                                         | Arti Gian FM plays non-stop Hits from all the popular genres of music. It plays today's biggest hits and at the same time the hits of yesterday's. Once you tune in to Arti Gian you will experience the kind of musical entertainment you might not experience on other radios. http://arti-gian-fm.myrh.ru/ |  |  |
| Ванда FM Україна          | Чернівці          | Весь світ 128 kb/s, 32 kb/s                           | Україна                                                     | Чернівецька музично-розважальна некомерційна інтернетна радіостанція. В ефірі радіостанції звучать як українські, так і західні пісні в стилі AC, Top-40, Pop. http://radiowandafm.pp.ua/ |  |  |
| Радіо Паляниця            | Вінницька область | Весь світ                                             | Україна                                                     | Онлайн радіо де 100 % українських хітів http://www.palyanytsyafm.pp.ua/ |  |  |
| Радіо Holos.fm            | Харків            | Весь світ 64 kb/s, Весь світ 128 kb/s                 | Україна                                                     | В етері від 08.04.2013. «Радіо з неприхованою національною цензурою». Виключно українська музика без ПОПси + українські просвітницькі програми. |  |  |
| Родинне радіо             | Київ              | MP3 128 kb/s                                          | Україна                                                     | Українське інтернет-радіо, що засноване 2007 року. Транслює аудіокниги 24/7 без реклами. Кожну годину — нова книга. Сайт станції: https://www.rodynne-radio.com/ |  |  |
| «BluesMen Channel»        | Запоріжжя         | MP3 320 kb/s                                          | США                                                         | Музична радіостанція — У 2017 році 11 листопада «BluesMen Channel» почав транслювати інтернет радіо з якісним звучанням та цілодобовим мовленням. BluesMen Channel як і раніше зберігає позиції серед міжнародних слухачів, як Перше Найкраще Радіо транслює музику в Жанрах Блюз-Рок https://bluesmenchannel.com |  |  |
| РокРадіо                  | Херсон            | 128 kb/s, 256 kb/s                                    | Україна                                                     | Наша мета — зробити українське почутим українцями. Наш ефір — твори виключно українських рок-гуртів. Наш ефір не містить ніякої комерційної реклами та будь — якої політичної агітації. https://rockradioua.online/ https://www.facebook.com/RockRadioUA |  |  |
| Radio Sfera Music         | Миколаїв          | https://radio.radioshansonplus.com:8235/radio         | Україна · США                                               | Нова та сучасна музика, без квот та обмежень. Тематичні ефіри. Радіо зроблено з любов'ю для поціновувачів класної музики. http://radiosferamusic.com |  |  |
| Радiо «Шансон Плюс»       | Миколаїв          | https://radio.radioshansonplus.com:8075/radio         | Росія · Україна                                             | Радіо «Шансон Плюс» відкриває лаштунки на своїй сцені для тих, кого ми рідко бачимо по телебаченню та не почуємо по радіо ФМ. Ми відкриваємо підмостки нашої сцени Вашій творчості. Завдяки Міжнародній інтернет радіостанції «Шансон Плюс» почують Ваше ім'я та відчують Ваш стиль, а також познайомляться з Вашими авторами не лише у вашому місті чи країні, а далеко за її межами. Радіо «Шансон Плюс» щорічно проводить музичний конкурс «Твій шанс» для авторів, виконавців та композиторів. http://radioshansonplus.com |  |  |
| Radio Gold                | Київ              | play.tavr.media/radiogold                             | Україна                                                     | |  |  |
| Радіо «Ми з України»      | Львів             | 128кб/с                                               | Україна                                                     | |  |  |
| Радіо «Chervona Kalyna»   | Київ              | 320 kb/s                                              | Україна                                                     | |  |  |
| Гуляй Радіо               | Київ              |                                                       | Україна                                                     | play.tavr.media/guliayradio |  |  |
| Радіо Інді.UA             | Київ              |                                                       | Україна                                                     | play.tavr.media/radioindieua |  |  |
| Flash Radio               | Київ              |                                                       | Україна                                                     | play.tavr.media/flashradio |  |  |
| Radio Ucrania FM          | Київ              |                                                       | Україна                                                     | |  |  |
| Море FM                   | Київ              | cast.more.fm/more256                                  | Україна                                                     | more.fm |  |  |
| Радіо Рибалка             | Київ              | myradio24.org/rybalkafm                               | Україна                                                     | rybalkafm.com |  |  |
| Nisaja Radio              | Київ              | radio.ukraudio.com:8000/channel2.aac                  | Україна                                                     | |  |  |
| QMALL FM                  | Київ              | https://bestradio.fm/ukraine/3617-qmall-fm-radio.html | Україна                                                     | qmallfm.com |  |  |
| URC Radio                 | Київ              |                                                       | Україна                                                     | urcradio.com |  |  |
| Radio Italiana            | Київ              |                                                       | Україна                                                     | play.tavr.media/radioitaliana |  |  |
| Radio Ritmo Latino        | Київ              |                                                       | Україна                                                     | play.tavr.media/radioritmolatino |  |  |
| Radio Slúhavka            | Київ              |                                                       | Україна                                                     | radiosluhavka.com |  |  |
| Радіо Аврора              |                   | stream.brandradionetworks.com/avrora                  | Україна                                                     | |  |  |

## Регіональні інтернет-радіостанції

### Київ
- UA: Казки Весь світ MP3 128 kb/s[159]
- UA: Класична музика (classical.suspilne.media[160])
- Orange Radio Ukraine Офіційний сайт радіостанції
- «Молоде Радіо» Весь світ 32 kb/s[161], Весь світ 128 kb/s[162]
- «Є!Радіо» Весь світ 128 kb/s[163]
- Радіо «Аристократи» Весь світ MP3 128 kb/s[164] — Розмовне, музика, аналітика
- Kiev Rebel Radio Весь світ 128 kb/s[165] — rock-n-roll, rockabilly, jazz, blues
- «Mix FM» Весь світ MP3 192 kb/s[166]
- Old Fashioned Radio (Київ) Jazz & Blues (128 kb/s)[167], Funk & Soul (128 kb/s)[168], Rock (128 kb/s)[169], Zemlya (128 kb/s)[170]
- Happy Radio (https://www.happyradio.fm/ [171]) — перша 4G танцювальна інтернетна радіостанція
- StarFM Весь світ AAC 290 kb/s[172] AAC+ 56 kb/s
- Радіо «Карантин» Весь світ 128 kb/s
- Arti Gian FM 2 128 kb/s[148] (http://arti-gian-fm.myrh.ru/ [149])

### Вінницька область
- Радіо Паляниця Весь світ
- Radio Oboz — Радіо Обоз Весь світ MP3 128 kb/s[173]
- Radio Oboz — Поп-Хіт Весь світ MP3 128 kb/s[174]
- Radio Oboz — Топ 100 Київ Весь світ MP3 128 kb/s[175]
- Radio Oboz — Євробачення Весь світ MP3 128 kb/s[176]
- Radio Oboz — Лаунж Весь світ MP3 128 kb/s[177]
- Юнік Радіо (Жмеринка)

### Дніпропетровська область
- Информатор Rock! Весь світ 128 kb/s
- Радіо «Вечерний Бриз» (Дніпро) (колишнє «Radio Premier») Весь світ 128 kb/s[178]
- TopRadio Lounge (Кам'янське) Весь світ MP3 192 kb/s[179]
- TopRadio Rock (Кам'янське) Весь світ MP3 192 kb/s[180]
- TopRadio Dance (Кам'янське) Весь світ MP3 192 kb/s[181]

### Донецька область
- Вільне радіо (Бахмут) Весь світ MP3 96 kb/s[182], Весь світ MP3 128 kb/s[183]
- «Best FM» (Маріуполь) Весь світ 192 kb/s[184]
- «Тризуб FM» Весь світ MP3 128 kb/s[185]
- «Радіо М» Весь світ 128 kb/s[186]

### Житомирська область
- «Live FM» (Бердичів) Весь світ 128 kb/s[недоступне посилання]
- «Mix Radio» (Пулини) Весь світ 128 kb/s

### Закарпатська область
- Радіо «Єден» (Ужгород) Весь світ 160 kb/s[187]

### Запорізька область
- UA: Музична радіостанція «BluesMen Channel»[156]. Запоріжжя Весь світ MP3 320 kb/s

### Івано-Франківська область
- Urban Space Radio Весь світ 128 kb/s — Розмовне, музика.
- DanceRadio Весь світ 128 kb/s

### Луганська область
- «Luga Radio» Весь світ MP3 128 kb/s[94], Весь світ MP3 192 kb/s[94], Весь світ MP3 256 kb/s[94]

### Львівська область
- Радіо «Сковорода» (Львів) Весь світ 256 kb/s[188]
- Радіо «Сковорода» — Музика (Львів) Весь світ 256 kb/s[189]
- MJoy Radio — Радіо з Криївки Весь світ 160 kb/s[190]
- MJoy Radio — Mousse Radio Весь світ 160 kb/s[191]
- Misto FM Deep (Львів) Весь світ 128 kb/s[192]
- Misto FM Juda (Львів) Весь світ 128 kb/s[193]
- Misto FM Beats (Львів) Весь світ 128 kb/s[194]
- ABN Radio Слухати 128 kb/s[195], radio.andrew-lviv.net[196]
- Радіо «Вголос» (Львів) MP3 128 kb/s[197]
- Радіо «Котермак» (Дрогобич)

### Одеська область
- «Народное радио» (Одеса) Весь світ 64 kb/s[198], Весь світ 128 kb/s[199]
- Просто Раді.О (Одеса) Весь світ 128 kb/s[200]
- Радіо MORE.FM (Одеса) Весь світ 128 kb/s, Весь світ 256 kb/s, more.fm[201] — розмовне, музика, аналітика
- Радіо Арсі (Арциз) Весь світ 128 kb/s

### Полтавська область
- «Puls Radio — Перше Полтавське Інтернет Радіо» (Полтава)
- Радіо «Europa Plus Кременчук» 106 FM (Кременчук)

### Рівненська область
- Радіо «Трек» (Рівне) Весь світ MP3 128 kb/s[202]
- Радіо УНА (Рівне) Весь світ 320 kb/s[203]
- Радіо «РИТМ FM» (Рівне) Весь світ 320 kb/s[204]

### Тернопільська область
- ТНТУ (Тернопіль) Весь світ 192 kb/s[205]
- ТНТУ Метал (Тернопіль) Весь світ 192 kb/s[206]
- ТНТУ Джаз (Тернопіль) Весь світ 192 kb/s[207]

### Харківська область
- Радіо Holos.fm (позивний «Голос свободи») Весь світ 64 kb/s[153], Весь світ 128 kb/s[154]
- Radio VTSU (a.k.a. «Радіо залізничного університету») Весь світ 128 kb/s[208], vtsu.org.ua[209]

### Херсонська область
- Херсон FM (колишнє «Радіо Софія») Весь світ 320 kb/s[210]
- РокРадіо UA (Херсон) Весь світ 256 kb/s[211]

### Хмельницька область
- Радіо «UAFM» Весь світ 96 kb/s[212]

### Черкаська область
- «ALTRadio» (Черкаси) Весь світ 128 kb/s[213]
- Radio UMAN (Умань) Весь світ 320 kb/s[214]

### Чернівецька область
- Радіо «C4» Весь світ 320 kb/s[215]
- Радіо «Буковинська Хвиля 100,0 FM» Весь світ 128 kb/s
- «Радіо 10» Весь світ MP3 128 kb/s
- Радіо «Ванда FM Україна» Весь світ MP3 128 kb/s[150] AAC 32 kb/s[151]
- Радіо «Ванда FM» Кримськотатарське Весь світ MP3 128 kb/s[216]
- Радіо «Ванда FM» #NEWUKRHITS Весь світ 128 kb/s
- Радіо «Ванда FM» Патріотичні хіти Весь світ MP3 128 kb/s
- Радіо «Melodeon» Весь світ MP3 128 kb/s
- Радіо «Золота Епоха» Весь світ MP3 128 kb/s[217]

### Крим

#### Сімферополь
- Радіо «MeydanFM» Весь світ MP3 160 kb/s[218]

## Світові радіостанції українською мовою
- Радіо Ватикану[219]
- Всесвітня служба Бі-Бі-Сі
- Міжнародне радіо Китаю[220]
- Німецька хвиля[221]
- Польське Радіо для Закордону[222]
- Всесвітня служба Радіо Румунія[223]
- Радіо Свобода[224]
- ТрансСвітове Радіо — Україна[225]
- Радіо «Домівка»[226]
- Радіо «BluesMen Channel»[156]

## Українськісиндикаційні компанії
- «ФДР-Радіоцентр» (Київ)[227]
- «НаВсіСто.Com» (Київ)[228]
- «Global Radio Service» (Київ)[229]
- «Tempo Studio» (Київ)[230]
- «Діва-Продакшн» (Київ)
- Радіо «Воскресіння» (Львів)
- «Укрпростір» (Запоріжжя)[231]

## Закриті, зниклі радіостанції

### Вінницька область

#### Вінниця
- Радіо Шарманка, Улюблене радіо, Power FM (91,3 МГц)
- Ніка FM
- Super Radio, Радіо П'ятниця, Радіо Українських Доріг (92,0 МГц)
- Пілот, Europa Plus Вінниця, Європа FM", Доросле радіо, Доросла хвиля, Okey fm (101,4 МГц)
- Європа ФМ (107,0 МГц)
- Радіо Вінниця (107,4 МГц)
- Радіо «Хвиля» (1377 кГц)
- Радіо «Екскурсовод» / «Екскурсовод ФМ» (інтернет радіостанція, яка існувала у 2015—2016 роках)
- Він ФМ / VIN FM (інтернет радіостанція, яка працювала за посиланням радіо «Екскурсовод» у 2016 році)
- Love Radio, L'Радіо, Радіо Дача, Радіо Мелодія (90,5 МГц)
- Радіо Ладижин
- Тиврівське радіо
- Немирівське радіо
- Липовецьке радіо
- Русское радио (104,1 МГц) (Замінено на Радіо Байрактар)
- Довіра FM, Довіра-NIKO FM, Авторадіо (100,3 МГц)
- Ніка-FM, Radio ONE, Радіо Алла, Europa Plus Україна, NRJ (99,3 МГц)
- NIKO FM, Europa Plus Вінниця, Радіо 5, Ретро FM (100,9 МГц)

### Волинська область

#### Луцьк
- Авторадіо (90,2 МГц)
- Радіо «Луцьк» (107,3 МГц)
- Ретро FM (100,9 МГц)

#### Ковель
- Ретро FM (103,9 МГц)
- Русское радио (107,9 МГц) (Замінено на Радіо Байрактар)

### Дніпропетровська область

#### Дніпро
- Альфа-радіо
- Радіо «Прем'єр». Закрито в кінці 1990-х, 2006-го відкрито радіо «Прем'єр − 10 років потому». Чи має новий проєкт стосунок до старого «прем'єру» − невідомо.[232]
- Радіо Di — Aj (1994—1997)
- Радіо Sens (1997—1999)
- Нове радіо (1999 — ?)
- Радіо Мікс (Заміна на Інформатор FM)
- Русское Радио Україна (101,1 МГц) (Заміна на Радіо Байрактар)
- Радіо Українських Доріг (Заміна на Радіо П'ятниця)
- Classic Radio (1996—2007)
- Радіо Monte Carlo
- Радіо РДВ (2000—2002)
- Доросле радіо (2002—2007)
- Gala radio (2002—2015)
- Авто радіо Дніпро (1996—2010)
- MFM (2003—2005)
- Авторадіо (104,8 МГц)
- NRJ (88,1 МГц)
- Ретро FM (89,7 МГц)
- Просто Раді.О (2010-2025) (105.8 МГц) (Заміна на Радіо Чемпіон)

#### Кривий Ріг
- Радіо 5, Niko FM, Ретро FM, Radio One, Радіо Алла, NRJ (103,2 МГц)
- Русское радио (105,9 МГц) (Замінено на Радіо Байрактар)
- Авторадіо (91,1 МГц)

#### Кам'янське
- МіКомп (причина — заміна на «TopRadio»)

#### Нікополь
- Авторадіо (101,2 МГц)
- NRJ (100,6 МГц)
- Ретро FM (105,4 МГц)

#### Павлоград
- Авторадіо (106,1 МГц)
- NRJ (100,9 МГц)
- Ретро FM (107,1 МГц)

### Донецька область

#### Донецьк
- Браво-радіо
- Радіо Да!
- Радіо Донбас
- Радіо Клас
- Спорт FM
- Юмор FM
- Джем FM
- Radio One
- Русское радио (104,7 МГц)

#### Краматорськ
- Радіо Фокус (102,8 МГц)
- Ретро FM (100,3 МГц)
- Русское радио (107,8 МГц) (Замінено на Радіо Байрактар)

#### Маріуполь
- NRJ (103,2 МГц)
- Ретро FM (90,4 МГц)
- Русское радио (105,3 МГц)

#### Покровськ
- Ретро FM (98,8 МГц)

#### Слов'янськ
- Можливість (68,06 УКХ)

### Житомирська область

#### Житомир
- Авторадіо (104,5 МГц)
- NRJ (107,3 МГц)
- Ретро FM (105,6 МГц)
- Русское радио (101,7 МГц) (Замінено на Радіо Байрактар)

#### Коростень
- Русское радио (106,8 МГц) (Замінено на Радіо Байрактар)

### Закарпатська область

#### Мукачево
- Авторадіо (99,9 МГц)

#### Тячів
- Радіо «Слатіна FM» (105,1 МГц)

#### Ужгород
- Ретро FM (107,2 МГц)
- Русское радио (105,7 МГц) (Замінено на Радіо Байрактар)

#### Рахів
- Ретро FM (103,1 МГц)

#### Хуст
- Ретро FM (103,7 МГц)

### Запорізька область

#### Запоріжжя
- Великий Луг (101,8 МГц)
- Зоря FM
- Нове радіо
- Ностальжи (107,5 МГц)
- Радіо «Universe»
- Ретро FM, NRJ (107,0 МГц)
- Авторадіо (99,3 МГц)
- NRJ (106,2 МГц)
- Русское радио (104,1 МГц) (Замінено на Радіо Байрактар)

#### Мелітополь
- Авторадіо (105,2 МГц)
- Ретро FM (99,1 МГц)

#### Пологи
- Славія (104,3 МГц)

#### Бердянськ
- Радіо «Азовська хвиля» (106,0 МГц)
- Авторадіо (107,9 МГц)

#### Мелітополь
- Південний Простір

### Івано-Франківська область

#### Івано-Франківськ
- Бойчук студія (101,3 МГц)
- Ніко захід (100,4 МГц)
- Radio 4U (100,9 МГц)
- Авторадіо (106,4 МГц)
- NRJ (102,0 МГц)
- Ретро FM (100,4 МГц)
- Русское радио (101,3 МГц) (Замінено на Радіо Байрактар)

#### Яремче
- Ретро FM (104,0 МГц)

### Київська область

#### Київ
- БМ FM
- Радіо 5, Ретро FM (92,4 МГц)
- Європа плюс Україна, NRJ (92,8 МГц)
- Радіо Континент, Радіо Ренесанс, Best FM, Рабинович FM, Радіо 24 (94,2 МГц)
- Love Radio, L'Радіо, Радіо Дача, Радіо Мелодія (95,2 МГц)
- Золоті Ворота, Джем FM (95,6 МГц)
- Радіо Ера FM (96,0 МГц)
- Слов'янське радіо, AVTO.FM, STAR FM, Ретро FM, Radio ONE, Радіо Алла, Радіо Next (99,4 МГц)
- Gala Radio, Радіо ЄС (100,0 МГц)
- Supernova, Народне радіо (100,5 МГц)
- Радіо Мелодія, Super Radio, Радіо П'ятниця, Радіо Українських Доріг (101,1 МГц)
- MusicРадіо (101,5 МГц)
- Шарманка, Любимое радио (104,0 МГц)
- Z-Радіо, Радіо 104,6FM, БМ FM, Радіо Великого Міста, радіо «Апельсин», NRJ, Радіо 24, Радіо «Вести» (104,6 МГц)
- РадіоАктивність, Радіо Столиця (105,5 МГц)
- Київські Відомості, РКВ, Доросле радіо, 106FM — Душевне радіо, Радіо Динамо, Голос Києва, Lounge FM (106,0 МГц)
- UTaR (106,5 МГц)
- Europa Plus Київ, Європа FM (107,0 МГц)
- Довіра FM, Авторадіо (107,4 МГц)
- Наше FM (107,9 МГц)
- Джем FM (95,6 МГц)
- Радіо Ера (96,0 МГц) (Заміна на Радіо НВ)
- Яскраве радіо (69,02 МГц)
- Русское радио (98,5 МГц) (Замінено на Радіо Байрактар)

#### Біла Церква
- Luxx FM Схід (103,8 МГц)
- Radio.Net (104,3 МГц)
- Майдан FM (106,8 МГц)
- Авторадіо (102,3 МГц)
- Radio.Net, Радіо 5, Ретро FM (106,2 МГц)
- Русское радио (102,8 МГц) (Замінено на Радіо Байрактар)

### Кіровоградська область

#### Кропивницький
- NRJ (99,3 МГц)
- Русское радио (103,8 МГц) (Замінено на Радіо Байрактар)

#### Благовіщенське
- Ретро FM (104,0 МГц)

#### Олександрія
- Ретро FM (103,1 МГц)
- Русское радио (91,3 МГц) (Замінено на Радіо Байрактар)

### Луганська область

#### Луганськ
- Вояж
- Радіо Мегаполіс
- Sky Way
- Радіо Пульс
- Радіо Ехо
- Русское радио (102,9 МГц)

#### Сєвєродонецьк
- Радіо «СТВ» (105,3 МГц)
- Русское радио (103,3 МГц)

#### Лисичанськ
- Ретро FM (101,5 МГц)

### Львівська область

#### Львів
- Ініціатива-Niko (102,5 МГц)
- Радіо Ман (91,1 МГц)
- 4u (91,1 МГц)
- Еко-радіо (89,7 МГц)
- Вголос ФМ (107,2 МГц)
- Авторадіо (105,4 МГц)
- NRJ (103,9 МГц)
- Ретро FM (102,5 МГц)

#### Борислав
- Ретро FM (100,2 МГц)

### Миколаївська область

#### Миколаїв
- Radio Sfera Music
- Радiо "Шансон Плюс"
- Радіо «Бузька хвиля» (Замінено на «Миколаїв»)
- Радіо «Миколаїв» (Замінено на Українське радіо. Миколаїв)
- Авторадіо (103,3 МГц)
- NRJ (101,1 МГц)
- Ретро FM (106,4 МГц)
- Русское радио (101,6 МГц) (Замінено на Радіо Байрактар)

#### Первомайськ
- Радіо «МАЙ»
- Русское радио (100,4 МГц) (Замінено на Радіо Байрактар)

#### Південноукраїнськ
- Авторадіо 102,4 МГц

### Одеська область

#### Одеса
- Радіо Мама
- Радуга
- Чисто радіо
- Avto FM
- Star FM, NRJ (91,4 МГц)
- NRJ (100,4 МГц)
- Ретро FM (88,5 МГц)
- Русское радио (104,9 МГц) (Замінено на Радіо Байрактар)

### Полтавська область

#### Полтава
- Полтава Плюс
- Radio Classic (105,8 МГц)
- Европа плюс (102,3 МГц)
- Ретро FM (99,1 МГц)
- Русское радио (104,5 МГц)
- Авторадіо (100,0 МГц)
- Ретро FM (99,1 МГц)
- Русское радио (104,5 МГц) (Замінено на Радіо Байрактар)

#### Кременчук
- Ретро FM (100,9 МГц)
- Русское радио (103,9 МГц) (Замінено на Радіо Байрактар)

#### Красногорівка
- Ретро FM (105,2 МГц)
- Русское радио (101,5 МГц) (Замінено на Радіо Байрактар)

#### Лубни
- Ретро FM (102,6 МГц)

#### Переліски
- Ретро FM (106,5 МГц)

### Рівненська область

#### Рівне
- Радіо «Нова Хвиля» (68,24 МГц) (16.11.1995 — 2001) — Припинила мовлення у зв'язку з заміною на «Радіо „Край-2“».
- Радіо «Край» (66,53 МГц) (1998 — 03.2017) — Припинила мовлення у зв'язку з відмовленням від мовлення у проводовій мережі.
- Радіо «Край-2» (68,24 МГц) (2001 — 01.11.2011) — Припинила мовлення в зв'язку з запуском радіостанції Рівне FM.
- Радіо «Рівне.FM»[недоступне посилання] (87,8 МГц) (06.10.2011 (тестове мовлення) — 01.11.2011 (повноцінне мовлення) — 01.02.2015 (початок розділення частоти з УР1) — 03.2017 (припинення мовлення як окрема станція та відмовлення від ліцензії) — 10.09.2018 (початок мовлення як UA: Українське радіо. Рівне)).
- Радіо «Luxx FM Схід» (104,9 МГц) (15.11.2005 — 01.09.2009) — Припинила мовлення у зв'язку з переформуванням радіостанції на Перець FM.
- Авторадіо (105,7 МГц)
- NRJ (102,2 МГц)
- Ретро FM (103,0 МГц)

### Сумська область

#### Суми
- NRJ Україна (88,6 МГц)
- Авторадіо (107,9 МГц)
- Ретро FM (91,3 МГц)
- Русское радио (105,6 МГц) (Замінено на Радіо Байрактар)

#### Шостка
- Авторадіо (102,5 МГц)
- Ретро FM (105,3 МГц)

### Тернопільська область

#### Тернопіль
- Радіо Тернопіль (106,1 МГц) (24.08.1996 — 04.02.2009)
- Радіо Такт (106,1 МГц) (1996 — 1997)
- Радіо Тон (103,5 МГц) (20.08.1996 — 17.01.2011)
- «Говорить Тернопіль»[233] (Тернопіль) (69,83 МГц)
- «Радіо Лад»[233] (Тернопіль) (71,03 МГц)
- Авторадіо (91,7 МГц)
- Ретро FM (101,5 МГц)

### Харківська область

#### Харків
- Радіостанція «Харків-2» (69,2 УКХ) (01.08.1997 — 28.05.2013)
- Радіостанція «Фаворит» (69,83 УКХ) (1995 — 01.04.1999)
- Радіостанція Simon (70,79 УКХ) (липень-грудень 2000)
- Радіостанція «Радіо Точка» (70,79 УКХ) (15.07.2001 — 04.02.2002)
- Радіостанція «Фора» (72,35 УКХ) (17.05.1997 — 01.11.2003)
- Радіостанція «Х-радіо» (73,79 УКХ) (??? — 02.06.1993)
- Радіостанція «Радіо 50» (73,79 УКХ) (08.06.1993 — 01.01.1998)
- Радіостанція «Нова хвиля» (91,2 МГц) (серпень 2002 — 01.07.2014)
- Радіостанція «L-fm» (90,0 МГц) (14.02.2004 — 15.01.2008)
- Радіостанція «Master radio» (100,5 МГц) (01.01.1994 — 01.07.2000)
- Радіостанція «Радіо Точка» (101,1 МГц) (08.02.2002 — 16.02.2003)
- Радіостанція «Онікс» (103 МГц) (25.05.1994 — осінь 1999)
- Радіостанція «Вена» (104 МГц) (23.08.1999 — 01.03.2000)
- Радіостанція «Фора» (105,2 МГц) (17.05.1997 — 01.11.2003)
- Радіостанція «Радіо 50» (105,7 МГц) (08.06.1993 — 01.01.1998)
- Авторадіо (106,1 МГц)
- NRJ (101,1 МГц)
- Ретро FM (90,4 МГц)
- Русское радио (88,0 МГц) (Замінено на Радіо Байрактар)

#### Красноград
- Ретро FM (107,6 МГц)

### Херсонська область

#### Херсон
В місті також не мовлять діючі радіостанції через зруйновану телевежу, а також радіостанції не мовили під час окупації.
- Radio Relax (91,3 МГц)
- Radio Shanson (92,2 МГц)
- NRJ (99,0 МГц)
- Українське радіо Херсон (100,6 МГц)
- Kiss FM (101,2 МГц)
- Хіт FM (102,5 МГц)
- DJ FM (103,1 МГц)
- Ера FM (103,7 МГц) (Замінено на Радіо NV)
- Радіо П'ятниця (104,4 МГц)
- Русское радио (104,8 МГц) (Замінено на Радіо Байрактар)
- Авторадіо (105,6 МГц)
- Наше радіо (106,2 МГц)
- Ретро FM (106,7 МГц)

#### Бердянськ
- Авторадіо (107,9 МГц)
- Ретро FM (91,5 МГц)

#### Генічеськ
- Ретро FM (101,8 МГц)

### Хмельницька область

#### Хмельницький
- Європейська хвиля ВСІМ Радіо
- Радіо Провінція
- Радіо «Контакт»
- Авторадіо (107,6 МГц)
- Ретро FM (102,1 МГц)
- Русское радио (101,7 МГц) (Замінено на Радіо Байрактар)

#### Кам'янець-Подільський
- Ретро FM (105,7 МГц)
- Русское радио (104,8 МГц) (Замінено на Радіо Байрактар)

### Черкаська область

#### Черкаси
- Авторадіо (100,6 МГц)
- NRJ (101,6 МГц)
- Ретро FM (92,1 МГц)
- Русское радио (103,7 МГц) (Замінено на Радіо Байрактар)

#### Умань
- Авторадіо (102,1 МГц)
- Ретро FM (100,6 МГц)
- Русское радио (102,8 МГц) (Замінено на Радіо Байрактар)

### Чернівецька область

#### Чернівці
- Радіо «СІТІ FM» (100,0 МГц). Закрито 14 лютого 2011 року о 12:00
- Радіо «Фламінго» (104,0 МГц)
- «Niko FM» (105,0 МГц)
- Радіо «Станція FM» (103,2 МГц)
- Радіо «Блиск FM» (106,6 МГц). Замінено 23 червня 2023 року на «Радіо C4»
- Ретро FM (105,0 МГц)
- Русское радио (91,3 МГц) (Замінено на Радіо Байрактар)

#### Новодністровськ
- Ретро FM (101,9 МГц)

### Чернігівська область

#### Чернігів
- Авторадіо 100,6 МГц)
- NRJ (105,9 МГц)
- Ретро FM (102,4 МГц)
- Русское радио (107,2 МГц) (Замінено на Радіо Байрактар)

#### Прилуки
- Русское радио (100,3 МГц) (Замінено на Радіо Байрактар)